# کوه پاول بونیانس
کوه پاول بونیانس (به انگلیسی: Paul Bunyans Stump) یک کوه در ایالات متحده آمریکا است که در واشینگتن واقع شده‌است. کوه پاول بونیانس ۲٬۲۷۹٫۹۳ متر بالاتر از سطح دریا واقع شده‌است.